# Janusz Kierzkowski
Janusz Kazimierz Kierzkowski (26 de fevereiro de 1947 — 19 de agosto de 2011) foi um ciclista polonês que competia em provas de de ciclismo de pista. Competiu nos Jogos Olímpicos de Verão de 1968, 1972 e 1976, conquistando a medalha de bronze em 1968 na corrida de 1 km contrarrelógio.